# كارولين كادي
كارولين كادي (بالإنجليزية: Caroline Caddy)‏ (20 يناير 1944)؛ كاتِبة وشاعرة أسترالية.